# World-Inline-Cup 2007
Der World-Inline-Cup 2007 wurde für Frauen und Männer an 15 Stationen ausgetragen. Der Auftakt fand am 8. April 2007 in Seoul und das Finale am 29. September 2007 in Berlin statt.

## Frauen
| WIC                                                           | Ort             | Sieg                                                                                 | Platz 2                                                           | Platz 3                                                                |
| ------------------------------------------------------------- | --------------- | ------------------------------------------------------------------------------------ | ----------------------------------------------------------------- | ---------------------------------------------------------------------- |
| Top-Class 08. April                                           | Seoul           | Brittany Bowe Hyper USA                                                              | Sandra Gómez Alessi-Powerslide                                    | Laura Lardani Sportvital Rollerblade                                   |
| Teamlauf 05. Mai                                              | Basel           | Sportvital Rollerblade Laura Lardani Tamara Llorens Michaela Neuling Catherine Penan | Athleticum Rollerblade India Kuhn Nadine Gloor Franziska Stampfli | Alessi-Powerslide Nathalie Barbotin Giovanna Turchiarelli Sandra Gómez |
| Top-Class 13. Mai                                             | Rennes          | Jana Gegner ZEPTO Skate                                                              | Nicole Begg SsangYong Jesa Bont                                   | Tamara Llorens Sportvital Rollerblade                                  |
| Top-Class (200) 03. Juni                                      | Incheon         | Laura Lardani Sportvital Rollerblade                                                 | Sandra Gómez Alessi-Powerslide                                    | Tamara Llorens Sportvital Rollerblade                                  |
| Top-Class 09. Juni                                            | Weinfelden      | Laura Lardani Sportvital Rollerblade                                                 | Giovanna Turchiarelli Alessi-Powerslide                           | Sandra Gómez Alessi-Powerslide                                         |
| Class 1 10. Juni                                              | Dijon           | Nicole Begg SsangYong Jesa Bont                                                      | Tamara Llorens Sportvital Rollerblade                             | Nachi Shinozuka Inline Center                                          |
| Top-Class 17. Juni                                            | Zürich          | Giovanna Turchiarelli Alessi-Powerslide                                              | Tamara Llorens Sportvital Rollerblade                             | Jana Gegner ZEPTO Skate                                                |
| Top-Class 23. Juni                                            | Sursee          | Sandra Gómez Alessi-Powerslide                                                       | Giovanna Turchiarelli Alessi-Powerslide                           | Nicole Begg SsangYong Jesa Bont                                        |
| Top-Class 30. Juni                                            | Engadin         | Giovanna Turchiarelli Alessi-Powerslide                                              | Tamara Llorens Sportvital Rollerblade                             | Jana Gegner ZEPTO Skate                                                |
| Top-Class (200) 08. Juli                                      | Suzhou          | Laura Lardani Sportvital Rollerblade                                                 | Sandra Gómez Alessi-Powerslide                                    | Giovanna Turchiarelli Alessi-Powerslide                                |
| Class 1 14. Juli                                              | Zug             | Laura Lardani Sportvital Rollerblade                                                 | Giovanna Turchiarelli Alessi-Powerslide                           | Nadine Gloor Athleticum Rollerblade                                    |
| Europameisterschaften in Estarreja und Ovar, 23. bis 29. Juli |                 |                                                                                      |                                                                   |                                                                        |
| Top-Class 04. August                                          | Biel            | Giovanna Turchiarelli Alessi-Powerslide                                              | Nicole Begg SsangYong Jesa Bont                                   | Sandra Gómez Alessi-Powerslide                                         |
| Weltmeisterschaften in Cali, 17. bis 25. August               |                 |                                                                                      |                                                                   |                                                                        |
| Class 1 19. August                                            | Berlin          | Sandra Gómez Alessi-Powerslide                                                       | Nathalie Barbotin Alessi-Powerslide                               | Michaela Neuling Sportvital Rollerblade                                |
| Top-Class 22. September                                       | Mainz           | Nicole Begg SsangYong Jesa Bont                                                      | Catherine Penan Sportvital Rollerblade                            | Nadine Gloor Athleticum Rollerblade                                    |
| Top-Class 29. September                                       | Berlin-Marathon | Hilde Goovaerts CadoMotus                                                            | Sabine Berg Powerslide-PHUZION                                    | Laura Lardani Sportvital Rollerblade                                   |

| Rang | Name                  | Team                   |
| ---- | --------------------- | ---------------------- |
| 1    | Laura Lardani         | Sportvital Rollerblade |
| 2    | Sandra Gómez          | Alessi-Powerslide      |
| 3    | Giovanna Turchiarelli | Alessi-Powerslide      |
| 4    | Nicole Begg           | SsangYong Jesa Bont    |
| 5    | Tamara Llorens        | Sportvital Rollerblade |
| 6    | Jana Gegner           | ZEPTO Skate            |
| 7    | Catherine Penan       | Sportvital Rollerblade |
| 8    | Michaela Neuling      | Sportvital Rollerblade |
| 9    | Nadine Gloor          | Athleticum Rollerblade |
| 10   | Ghizlane Samir        | SsangYong Jesa Bont    |

| Rang | Team                     |
| ---- | ------------------------ |
| 1    | Sportvital Rollerblade   |
| 2    | Alessi-Powerslide        |
| 3    | SsangYong Jesa Bont      |
| 4    | Athleticum Rollerblade   |
| 5    | ZEPTO Skate              |
| 6    | Inline Center            |
| 7    | CadoMotus                |
| 8    | Shänkel                  |
| 9    | Alessi-Powerslide Italia |
| 10   | Henniez-Women            |

## Männer
| WIC                                                           | Ort             | Sieg                                                                                        | Platz 2                                                                                       | Platz 3                                                                                    |
| ------------------------------------------------------------- | --------------- | ------------------------------------------------------------------------------------------- | --------------------------------------------------------------------------------------------- | ------------------------------------------------------------------------------------------ |
| Top-Class 08. April                                           | Seoul           | Nicolas Iten Sportvital Rollerblade                                                         | Fabio Francolini Powerslide-PHUZION                                                           | D.J. Nation Inline Center Spiro-Tiger                                                      |
| Teamlauf 05. Mai                                              | Basel           | Athleticum Rollerblade Scott Arlidge Reyon Kay Roger Schneider Raphael Pfulg Roman Christen | Sportvital Rollerblade Nicolas Iten Diego Rosero Shane Dobbin Fabien Hascoet Juan Nayib Tobon | Powerslide-PHUZION Peter Michael Kalon Dobbin Fabio Francolini Alexis Contin Pascal Briand |
| Top-Class 13. Mai                                             | Rennes          | Roger Schneider Athleticum Rollerblade                                                      | Shane Dobbin Sportvital Rollerblade                                                           | Massimiliano Presti Bont-Hyper                                                             |
| Top-Class (200) 03. Juni                                      | Incheon         | Massimiliano Presti Bont-Hyper                                                              | Yong-Hoon Lee                                                                                 | Jorge Cifuentes Matter Inline Center                                                       |
| Top-Class 09. Juni                                            | Weinfelden      | Yann Guyader Matter Inline Center                                                           | Diego Rosero Sportvital Rollerblade                                                           | Massimiliano Presti Bont-Hyper                                                             |
| Class 1 10. Juni                                              | Dijon           | Matthieu Boher RPM-Poli                                                                     | Jorge Cifuentes Matter Inline Center                                                          | Shane Dobbin Sportvital Rollerblade                                                        |
| Top-Class 17. Juni                                            | Zürich          | Joey Mantia Luigino Racing USA                                                              | Kalon Dobbin Powerslide-PHUZION                                                               | Jorge Cifuentes Matter Inline Center                                                       |
| Top-Class 23. Juni                                            | Sursee          | Joey Mantia Luigino Racing USA                                                              | Luca Saggiorato Bont-Hyper                                                                    | Massimiliano Presti Bont-Hyper                                                             |
| Top-Class 30. Juni                                            | Engadin         | Peter Michael Powerslide-PHUZION                                                            | Raphael Pfulg Athleticum Rollerblade                                                          | Kalon Dobbin Powerslide-PHUZION                                                            |
| Top-Class (200) 08. Juli                                      | Suzhou          | Luca Saggiorato Bont-Hyper                                                                  | Massimiliano Presti Bont-Hyper                                                                | Kalon Dobbin Powerslide-PHUZION                                                            |
| Class 1 14. Juli                                              | Zug             | Luca Presti Bont-Hyper                                                                      | Massimiliano Presti Bont-Hyper                                                                | Luca Saggiorato Bont-Hyper                                                                 |
| Europameisterschaften in Estarreja und Ovar, 23. bis 29. Juli |                 |                                                                                             |                                                                                               |                                                                                            |
| Top-Class 04. August                                          | Biel            | Yann Guyader Matter Inline Center                                                           | Fabio Francolini Powerslide-PHUZION                                                           | Stefano Galliazzo Alessi-Powerslide                                                        |
| Weltmeisterschaften in Cali, 17. bis 25. August               |                 |                                                                                             |                                                                                               |                                                                                            |
| Class 1 19. August                                            | Berlin          | Martin Matyk Powerslide-PHUZION                                                             | Peter Michael Powerslide-PHUZION                                                              | Stefano Galliazzo Alessi-Powerslide                                                        |
| Top-Class 22. September                                       | Mainz           | Luca Saggiorato Bont-Hyper                                                                  | Luca Presti Bont-Hyper                                                                        | Francesco Zangarini Bont-Hyper                                                             |
| Top-Class 29. September                                       | Berlin-Marathon | Nicolas Iten Sportvital Rollerblade                                                         | Peter Michael Powerslide-PHUZION                                                              | Roger Schneider Athleticum Rollerblade                                                     |

| Rang | Name                | Team                   |
| ---- | ------------------- | ---------------------- |
| 1    | Massimiliano Presti | Bont-Hyper             |
| 2    | Fabio Francolini    | Powerslide-PHUZION     |
| 3    | Stefano Galliazzo   | Alessi-Powerslide      |
| 4    | Yann Guyader        | Matter Inline Center   |
| 5    | Luca Saggiorato     | Bont-Hyper             |
| 6    | Peter Michael       | Powerslide-PHUZION     |
| 7    | Kalon Dobbin        | Powerslide-PHUZION     |
| 8    | Shane Dobbin        | Sportvital Rollerblade |
| 9    | Roger Schneider     | Athleticum Rollerblade |
| 10   | Nicolas Iten        | Sportvital Rollerblade |

| Rang | Team                      |
| ---- | ------------------------- |
| 1    | Powerslide-PHUZION        |
| 2    | Bont-Hyper                |
| 3    | Sportvital Rollerblade    |
| 4    | Matter Inline Center      |
| 5    | Athleticum Rollerblade    |
| 6    | Alessi-Powerslide         |
| 7    | Inline Center Spiro-Tiger |
| 8    | CITIUS-Skate              |
| 9    | Inline Center Bont        |
| 10   | TNT                       |